# Seymour Hersh
Seymour Myron Hersh (ur. 8 kwietnia 1937 w Chicago) – amerykański dziennikarz, który ujawnił prawdę o masakrze w Mỹ Lai, a także metodach śledczych stosowanych wobec osadzonych w więzieniu Abu Ghurajb. Autor szeregu książek publicystycznych i zdobywca Nagrody Pulitzera.

## Życiorys
Urodził się Chicago w żydowskiej rodzinie imigrantów z Polski i Litwy. Studiował na Uniwersytecie Chicagowskim, który ukończył w 1958 roku z dyplomem licencjata historii. W tym samym roku rozpoczął dalsze studia na kierunku prawniczym, ostatecznie porzucając je na rzecz zawodu dziennikarza śledczego.
Wywiad z 1969 roku, którego udzielił mu William Calley, doprowadził do ujawnienia prawdy o masakrze w Mỹ Lai. Rok później wydał szczegółową książkę na temat owej zbrodni wojennej pt.: My Lai 4: A Report on the Massacre and Its Aftermath, za którą otrzymał Nagrodę Pulitzera. Jego działalność znacznie przyczyniła się do zakończenia amerykańskiej interwencji w Wietnamie. Obok Boba Woodwarda i Carla Bernsteina, był jednym z dziennikarzy śledczych, którzy doprowadzili do ujawnienia afery Watergate. Następnie obiektami jego dziennikarskich dochodzeń były m.in.: operacja Azorian, akcje CIA w celu destabilizacji Chile pod rządami Salvadora Allende, katastrofa lotu Korean Air 007, izraelskie posiadanie broni jądrowej, powiązania saudyjskiej rodziny królewskiej z administracją George’a W. Busha, ciemna strona prywatnego życia prezydenta Johna F. Kennedy’ego, czy antyirańska działalność administracji prezydentów Busha i Obamy. 
Po serii artykułów w The New Yorker, w 2004 roku opublikował książkę Chain of Command: The Road from 9/11 to Abu Ghraib, ujawniając tym samym metody śledcze stosowane wobec osadzonych w więzieniu Abu Ghurajb, a także obalając rzekomą niewiedzę ze strony rządu amerykańskiego na temat sposobu działalności owej placówki. W książce poruszył także kwestię neokonserwatywnej propagandy i rzekomego fałszu, na jakim zbudowano wojnę z terroryzmem. 
W 2015 roku na łamach London Review of Books stwierdził, iż operacja Neptune Spear była z góry zaplanowana, a sam Usama ibn Ladin znajdował się od 2006 roku w pakistańskim areszcie służb specjalnych.
W lutym 2023, powołując się na jedno, anonimowe źródło, zarzucił rządowi Stanów Zjednoczonych odpowiedzialność za eksplozje gazociągów Nord Stream we wrześniu 2022 roku. Dziennikarz w swoim wpisie internetowym stwierdził, że sabotażu dokonali nurkowie, szkoleni w ośrodku United States Navy, podczas ćwiczeń NATO. Biały Dom zdementował doniesienia Hersha.

## Wyróżnienia i nagrody
Jest posiadaczem wielu wyróżnień i nagród m.in.: Nagroda Pulitzera (1970), George Polk Award (1969, 1973, 1974, 1981, 2004), National Book Critics Circle Award i Los Angeles Times Book Prize (1983), National Magazine Award (2003, 2004) i innych.